# طوبی بویوک‌اوستون
خدیجه طوبی بویوک‌اوستون (به ترکی استانبولی: Hatice Tuba Büyüküstün؛ زادهٔ ۵ ژوئیه ۱۹۸۲) بازیگر اهل ترکیه‌ است. وی از بازیگران مشهور و مطرح ترکیه در سطح بین المللی است و اولین بازیگر ترکیه‌ای نامزد جایزه امی آمریکا است.

## زندگی نامه و‌تحصیلات
طوبا بویوک‌اوستون در ۵ ژوئیه ۱۹۸۲ در استانبول به دنیا آمد. او از طرف مادرش اهل استانبول و از طرف پدرش یک مهاجر کریتی است. وی از مدارس خصوصی دوغوش(doğuş) استانبول و دانشگاه هنرهای زیبای معمار سنان، در رشته طراحی صحنه دکور و لباس فارغ‌التحصیل شد. وی در حین تحصیل در دانشگاه با پیشنهاد یکی از استادان خود در تبلیغات تجاری ظاهر شده‌ است و این تبلیغات سبب آشنایی وی با تهیه کننده معروف ترکیه تومریس گیریتلی‌اوغلو شد و این آغازی برای فعالیت های او در عرصه بازیگری بود.

## حرفه بازیگری
او بازیگری را با هنرمندی در ۴ قسمت آخر سریال دفتر سلطان آغاز کرد که توسط آیدین بولوت کارگردانی شد و در سال ۲۰۰۳ از کانال د پخش شد. در سال ۲۰۰۴، او با احیای کاراکتر ظریفه در مجموعه تلویزیونی  گل سرخ روی حلقه من ، به کارگردانی چاغان ایرماک که در کانال د منتشر شد، برای خود نام و شهرتی به وجود آورد و در ترکیه شناخته شد.  همچنین در همان سال، بویوک‌اوستون، با هنرمندی در نقش  گلیزار در فیلم تلویزیونی گلیزار به کارگردانی جمال شان تحسین منتقدان را به‌دست آورد و توانست جایزه بهترین بازیگر زن را در جشنواره بین‌المللی تلویزیونی صربستان و مونته ‌نگرو دریافت کند. در سال ۲۰۰۵ با هنرمندی در نقش فیلیز تکینر در مجموعه تلویزیونی زیر درختان نم دار، که از کانال د پخش شد، موفقیت بزرگی به‌دست آورد و موجب شهرت و محبوبیت وی در خاورمیانه شد. در همان سال او در فیلم پدرم و پسرم نقش آیسون را بازی کرد و بار دیگر با چاغان ایرماک کار کرد و وارد سینما شد. بویوک‌اوستون که در فیلم امتحان به کارگردانی عمر فاروق سوراک در سال ۲۰۰۶ بازی کرد، این فرصت را داشت که با بازیگر مشهور ژان-کلود ون دام در این فیلم همکاری کند و همچنین در همان سال در فیلم تلویزیونی راه عشق ایفای نقش کرد. او با هنرمندی در نقش محبوب آسیه اصلی همراه با مراد ییلدریم و چتین تکیندور در مجموعه تلویزیونی عاصی که در سال ۲۰۰۷ در انتاکیه فیلمبرداری شد، به کارگردانی جودت مرجان پخش و از کانال د پخش شد. در همان سال‌ها با پخش مجموعه‌های تلویزیونی مانند گل سرخ روی حلقه من ،زیر درختان نم دار و عاصی در شبکه های عربی، شهرت زیادی در خاورمیانه پیدا کرد و نقش مهمی در صادرات سریال‌های تلویزیونی ترکیه‌ای به خارج از ترکیه داشت. سریال عاصی که وی در آن نقش اصلی را ایفا کرد، در ۵۱مین جشنواره تلویزیونی مونت-کارلو با رتبه‌بندی در ۶۷ کشور در رشته بهترین سریال تلویزیونی نامزد شد. وی در سال ۲۰۱۰ با بازی در فیلم از قلبت بپرس به کارگردانی یوسف کورچنلی اولین نقش اصلی خود را در سینما بازی کرد. بعداً، او نقش اصلی را با جانسل الچین در مجموعه تلویزیونی دلربا، منتشر شده در آ تی‌وی، بازی کرد. در سال ۲۰۱۳، او نقش اصلی مجموعه تلویزیونی ۲۰ دقیقه را که از استار تی‌وی پخش شد به عهده داشت که برای بازی در نقش ملک هالاسکار در این مجموعه تلویزیونی نامزد دریافت جایزه بهترین بازیگر زن در چهل و دومین دوره جوایز بین‌المللی امی شد و عنوان اولین بازیگر ترکیه را که نامزد جایزه امی شده بود دریافت کرد. بویوک‌اوستون در سال ۲۰۱۴ به عنوان سفیر حسن نیت یونیسف در ترکیه انتخاب شد، او در سریال عشق پول سیاه که از مارس ۲۰۱۴ شروع شد و از آ تی‌وی پخش شد، در نقش الیف دنیزر همراه با انگین آکیورک ایفای نقش کرد. وی جوایز متعددی از جمله جایزه ستاره‌های فروش و صادرات سریال های ترکیه به خارج کشور و جایزه هنرمند برتر سال در چهاردهمین دوره جوایز بین‌المللی جوزپه سیاکا کشور ایتالیا برای بازی در سریال تلویزیونی عشق پول سیاه به‌دست آورد.  . در ماه‌های آخر سال ۲۰۱۵، او تمرکز خود را بر روی سینما گذاشت و در فیلم‌های جنگل، خاطرات باد و لباس تنگ بازی کرد که یکی از آن‌ها یک فیلم کوتاه بود. در سال ۲۰۱۶، بویوک‌اوستون که با کارگردان معروف فرزان ازپتک در استانبول سرخ با بازیگران مهمی مانند خالد ارگنچ، مهمت گونسور، نجات ایشلر بازی می‌کرد، نقش اصلی را با کیوانچ تاتلیتوغ در سریال‌های شجاع و زیبا تقسیم کرد که از ماه نوامبر آغاز شد و از استار تی‌وی پخش شد.

## زندگی خصوصی
وی در ۲۸ ژوئیه ۲۰۱۱ با بازیگر اونور سایلاک در پاریس، فرانسه ازدواج کرد. حاصل این ازدواج دوقلوهای دختر با نام های توپراک و مایا است. این ازدواج در ۵ ژوئن ۲۰۱۷ پایان یافت.

## فیلم‌شناسی
| سینما                       | سینما                    | سینما                  | سینما |
| سال                         | عنوان                    | نقش                    |       |
| --------------------------- | ------------------------ | ---------------------- | ----- |
| ۲۰۰۵                        | پدرم و پسرم              | آیسون                  |       |
| ۲۰۰۶                        | امتحان                   | زینب ارز               |       |
| ۲۰۱۰                        | از قلبت بپرس             | اسما                   |       |
| ۲۰۱۵                        | جنگل                     | زینب                   |       |
| ۲۰۱۴                        | خاطرات باد               | زپور                   |       |
| ۲۰۱۶                        | لباس تنگ                 | هلین                   |       |
| ۲۰۱۶                        | استانبول سرخ             | نوال                   |       |
| ۲۰۱۹                        | آرما ۱:حمله مسلحانه      |                        |       |
| تلویزیون (مجموعه تلویزیونی) |                          |                        |       |
| سال                         | عنوان                    | نقش                    |       |
| ۲۰۰۳                        | دفتر سلطان               | نسرین                  |       |
| ۲۰۰۴                        | گل سرخ روی حلقه من       | ظریفه                  |       |
| ۲۰۰۵–۲۰۰۷                   | زیر درختان نم دار        | فیلیز تکینر            |       |
| ۲۰۰۷–۲۰۰۹                   | عاصی                     | عاصی (آسیه کوزجواوغلو) |       |
| ۲۰۰۹                        | بینی و بناک              | خودش                   |       |
| ۲۰۱۰–۲۰۱۱                   | دلربا                    | حسرت                   |       |
| ۲۰۱۳                        | ۲۰ دقیقه                 | ملک هالاسکار           |       |
| ۲۰۱۴–۲۰۱۵                   | عشق پول سیاه             | الیف دنیزر             |       |
| ۲۰۱۶–۲۰۱۷                   | جسور و زیبا              | سوهان کورلوداع         |       |
| ۲۰۲۰                        | ظهور امپراتوری‌ها: عثمانی | مارا خاتون             |       |
| ۲۰۲۰                        | با مدیر من تماس بگیر     | خودش                   |       |
| ۲۰۲۱                        | دختر سفیر                | ماوی                   |       |
| فیلم‌های تلویزیونی           |                          |                        |       |
| سال                         | عنوان                    | نقش                    |       |
| ۲۰۰۴                        | گلیزار                   | گلیزار                 |       |
| ۲۰۰۵                        | راه عشق                  | دنیز                   |       |